# Hydrochoerus
I Capibara (Hydrochoerus Brisson, 1762) formano un genere dei roditori, che comprende due uniche specie viventi, i più grandi roditori al mondo; il nome del genere deriva dal greco ὕδωρ (acqua) più χοίρος (maiale).
Il nome "capibara" viene dal Tupi Antico kapi'iûara (pronuncia: [ka.pi.ʔiˈwa.ɾa]) e significa "divoratore d'erba" .

## Caratteristiche
I capibara sono semiacquatici, e vivono nelle paludi e nei laghetti; sono principalmente erbivori. Gli adulti pesano mediamente 65 kg.La gestazione dura 130-150 giorni al termine dei quali nascono dai due agli otto cuccioli.

## Socialità
I capibara vivono in gruppi da cento individui, e comunicano con vari versi, sono poligami (i maschi formano harem).

## Classificazione
Recenti studi suggeriscono che i Kerodon siano gli animali più vicini filogeniticamente ai Capibara: sembra che si sia separati 12 milioni di anni fa

## Specie
- Genere Hydrochoerus
  - † Hydrochoerus ballesterensis – capibara risalente al Pliocene dell'Argentina;[4]
  - † Hydrochoerus gaylordi – capibara risalente al Pliocene-Pleistocene dell'isola caraibica di Grenada;[5][6]
  - † Hydrochoerus hesperotiganites – capibara nordamericano, risalente al Pleistocene[7]
  - Hydrochoerus hydrochaeris - capibara
  - Hydrochoerus isthmius - capibara minore